# Remoncourt, Vosges
Remoncourt là một xã, nằm ở tỉnh Vosges trong vùng Grand Est của Pháp. Xã này có diện tích 14,52 kilômét vuông, dân số năm 1999 là 603 người. Xã này nằm ở khu vực có độ cao từ 295–444 m trên mực nước biển.
Dân địa phương tiếng Pháp gọi là Remoncourtois.

## Biến động dân số
| 1962                                         | 1968 | 1975 | 1982 | 1990 | 1999 |
| -------------------------------------------- | ---- | ---- | ---- | ---- | ---- |
| 515                                          | 536  | 588  | 555  | 552  | 603  |
| Số liệu từ năm 1962: Dân số không tính trùng |      |      |      |      |      |